# Gare de Taki
La gare de Taki (多気駅, Taki-eki) est une gare ferroviaire du bourg de Taki, dans la préfecture de Mie au Japon. La gare est exploitée par la compagnie JR Central.

## Situation ferroviaire
La gare de Taki est située au point kilométrique (PK) 49,6 de la ligne principale Kisei. Elle marque le début de la ligne Sangū.

## Histoire
La gare a été inaugurée le 31 décembre 1893 sous le nom de gare d'Ōka. Elle prend son nom actuel en 1959.

## Service des voyageurs

### Accueil
La gare dispose d'un bâtiment voyageurs, avec guichets, ouvert tous les jours.

### Desserte
- Ligne principale Kisei :
  - voies 1 et 2 : direction Kameyama et Nagoya
  - voies 3 et 4 : direction Shingū et Kii-Katsuura
- Ligne Sangū :
  - voies 3 et 4 : direction Iseshi et Toba